# Biserici de lemn din Basarabia
Bisericile de lemn din Basarabia se pot constitui într-un grup aparte în familia bisericilor de lemn românești, datorită particularităților ce le deosebesc de celelalte biserici de lemn moldovenești. Tocmai de aceea nu au fost incluse în grupul bisericilor de lemn din Moldova, în pofida faptului că Basarabia nu poate fi separată de restul Moldovei din punct de vedere etnografic și cultural.
În plus, bisericile de lemn care se păstrează azi în regiune sunt de dată relativ recentă, majoritatea lor fiind ridicate în epoca ulterioară anexării jumătății de est a Principatului Moldovei de către Rusia țaristă (anul 1812), fiind implicit influențate de arhitectura rusească, în diferite grade. Tocmai de aceea, aceste biserici sunt tratate separat.
După 1812, autoritățile rusești au inventariat printre altele și lăcașele de cult existente în noua provincie ocupată. Astfel, au fost găsite 734 biserici de lemn, conform cercetătorilor Petre Constantinescu-Iași  și Ștefan Ciobanu . La acel moment, bisericile de lemn din Basarabia probabil nu făceau notă diferită de restul bisericilor de lemn moldovenești. Ulterior, situația s-a schimbat treptat.
Iată cum arăta situația pe județe la nivelul lui 1933, după Constantinescu-Iași:
- județul Hotin: 82 biserici de lemn
- județul Soroca: 39 biserici
- județul Bălți: 44 biserici
- județul Orhei: 24 biserici
- județul Lăpușna (cu excepția Chișinăului): 14 biserici
- județul Tighina: 13 biserici
- județul Cahul: 19 biserici
- județul Ismail: 2 biserici
- județul Cetatea Albă: 1 biserică

Se mai păstrau deci, în Basarabia interbelică, doar 238 biserici, din cele peste 700 existente cu mai bine de un veac în urmă. În continuare, dispariția lor s-a accelerat; în zilele noastre mai găsim biserici de lemn din vechea Basarabie, în Republica Moldova (cca 30) și în Ucraina (Regiunea Cernăuți) - după știința noastră, una singură, cea de la la Beleusovca/Hilișăuca.
1. ↑  „copie arhivă” (PDF). Arhivat din original (PDF) la 13 decembrie 2007. Accesat în 25 februarie 2010.
2. ↑  „copie arhivă”. Arhivat din original la 9 iulie 2009. Accesat în 25 februarie 2010.